# Shirley Yee
Shirley Yee (1974) é uma cantora e modelo singapurense, natural da China.

## Músicas
- 1998 - Não use sapatos de salto alto.
- 1999 - Respire fundo.

## Televisão
- 2001 - MediaCorp Channel U.